# Sanya
Sanya (in cinese 三亚, in pinyin Sānyà) è una città della Provincia di Hainan, in Cina. Ha una popolazione di circa 685.000 abitanti (2010).
Dopo la capitale, Haikou, è la seconda città più popolata dell'isola. Conosciuta per il suo clima tropicale che l'ha resa una rinomata meta turistica, è la città più a sud della Cina. A Sanya si svolgono gli allenamenti della nazionale cinese di pallavolo e vari concorsi di bellezza, come Elite Model Look 2008, Miss Mondo 2003, 2004, 2005, 2007, 2010, 2015 e 2018 e Mister Mondo 2007.

## Geografia antropica

### Suddivisioni amministrative
Sanya è una città di livello di prefettura, ma le sue suddivisioni sono più simili a una sottoprefettura o una contea. Ha giurisdizione diretta su due distretti (乡级管理区 xiangji guanli-qu) e sei città (镇 zhen) :
Livello di distretto
- Distretto di Hexi (河西区; Héxī-qū)
- Distretto di Hedong (河东区; Hédōng-qū)

Città
- Tianya (天涯镇; Tiānyá-zhèn)
- Yacheng (崖城镇; Yáchéng-zhèn)
- Haitangwan (海棠湾镇; Hǎitángwān-zhèn)
- Tiandu (田独镇; Tiándú-zhèn)
- Fenghuang (凤凰镇; -Fènghuángzhèn)
- Yucai (育才镇; Yùcái-zhèn)